# Halda (potok)
Halda je vodní tok o délce 13,5 km, který je pravostranným přítokem řeky Libochovky. Protéká okresy Žďár nad Sázavou a Brno-venkov.

## Popis
Potok pramení v oblasti pod Svatou horou v blízkosti silnice z Heřmanova do Skřinářova (poblíž lokality Na Rozích). Jeho tok směřuje východním směrem, míjí obec Milešín a protéká rybníkem Jarníky a následně směřuje na jih, kde protéká rybníkem Cihelna, míjí obec Rozseč a rybník Strženec. Po průtoku obcí Borovník jeho tok směřuje na jihovýchod, protéká rybníkem Níhovským a následně rybníkem Porubkovým a míjí obec Níhov do rybníka Halda, kde mění směr na východ. Po překonání železniční trati Brno – Havlíčkův Brod a soutoku s potokem Březinka mění směr na sever a severovýchod do skalnatého údolí. V osadě Kutiny vtéká zprava do řeky Libochovky. Výškový rozdíl od pramene k ústí je více než 230 m.

## Geologie a geomorfologie
Oblast se nachází v geomorfologické oblasti Českomoravská vrchovina s celkem Křižanovská vrchovina, podcelkem Bítešská vrchovina, okrskem Deblínská vrchovina s nejvyšším bodem vrchem Pasník (543 m n. m.). Z geologického hlediska je tvořena především metamorfity. V okolí Borovníku je výskyt serpentinizovaných peridotitů s granátem.

## Okolí
V blízkosti pramene se nachází tvrziště Rohy a přírodní památka Heřmanov.
Východně od obce Níhov v údolí potoka pod vrchem Brdo (461 m n. m.) se nachází Níhovská madona, pozlacená soška od sochaře Lubomíra Laciny.
Skalnatým údolím potoka Haldy vede železniční trať se dvěma tunely – Lubenským a Níhovským, které byly postaveny v období 1939–1942. V závěru druhé světové války byly využívány jako podzemní továrny Diana k výrobě částí letadel Bf 109. Tunely byly propojeny úzkorozchodnou drážkou s Loučským tunelem a nádražím v Tišnově. Stopy po drážce v podobě náspu nebo patek, také po pomocných stavbách jsou patrné dodnes. U samoty Borky se zachovala betonová nádrž a dále po toku byly ubikace zaměstnanců továrny Diana. V jedné z budov je restaurace U Bizona.
V blízkosti Lubenského tunelu jsou osamocené skalní věže, např. Pochopova skála.